# Eddie Carr
Edward Miller Carr, detto Eddie (Wheatley Hill, 3 ottobre 1917 – Hartlepool, giugno 1998), è stato un allenatore di calcio e calciatore inglese, di ruolo attaccante.

## Carriera

### Giocatore
Nel 1935 viene tesserato dall'Arsenal, che per il successivo biennio lo cede in prestito al club semiprofessionistico londinese del Margate; a partire dal 1937 torna a giocare con i Gunners, con cui nella stagione 1937-1938 contribuisce alla vittoria della First Division 1937-1938 mettendo a segno 7 reti in 12 partite di campionato.
Dopo la fine della seconda guerra mondiale, nel 1946, gioca altre due partite in massima serie con l'Huddersfield Town; in seguito, tra il 1946 ed il 1950 segna 48 reti in 98 partite di campionato nella terza divisione inglese con i gallesi del Newport County. Milita poi in questa categoria anche dal 1950 al 1953 con il Bradford City e nella stagione 1953-1954 (al termine della quale si ritira) con il Darlington.
In carriera ha totalizzato complessivamente 213 presenze e 104 reti nei campionati della Football League (in particolare, 14 presenze e 7 reti in prima divisione e 199 presenze e 97 reti in terza divisione).

### Allenatore
Dal 1960 al 1964 è tornato al Darlington, questa volta come allenatore, in quarta divisione.

## Palmarès

### Giocatore

#### Competizioni nazionali
- Campionato inglese: 1

Arsenal: 1937-1938

#### Competizioni regionali
- Kent Senior Cup: 2

Margate: 1935-1936, 1936-1937